# Луар, Алексис
Алексис Луар (фр. Alexis Loir; 1712[…], Париж — 18 августа 1785, Париж) — французский скульптор, художник и гравёр. Иногда именуется Алексис Луар (III), чтобы отличить его других представителей той же семьи.

## Биография
Родился в 1712 году в Париже. Происходил из известной во Франции с XV века семье ювелиров и художников Луар. Отцом Алексиса был ювелир Николя Луар, а старшей сестрой — художница Марианна Луар (1705—1783). Семья проживала в приходе церкви Сен-Жак-де-ла-Бушери (от которой сегодня сохранилась только готическая колокольня — башня Сен-Жак).
Получил образование в Королевской академии живописи и скульптуры в Париже. После окончания обучения работал, помимо Франции, также в Англии (1753), а затем, предположительно, в России, где оставался с 1763 по 1769 год.
Луар эпизодически выставлял свои работы (преимущественно пастели, но также скульптуры) на Парижских салонах с середины 1740-х до середины 1780-х годов. Он исполнил, в частности, терракотовую скульптуру «Сатир Марсий», бюст художника Карла Ван Лоо, портрет художника Клемана Белля (пастелью), миниатюрный автопортрет пастелью (хранится в собрании музея изящных искусств в городе По во Франции). Также выполнил несколько эстампов, среди которых портреты и работа «Поклонение волхвов» с оригинала Жана Жувене.
Скончался в 1785 году в Париже.

## Галерея
- Портрет художника Клемана Белля, 1779, пастель, Лувр
- Сатир Марсий, 1746, терракота, Лувр